# Denys le Périégète
Pour les articles homonymes, voir Denys.
Denys le Périégète (en grec : Διονύσιος ὁ Περιηγητής, Dionusios o Periêgêtês ; en latin : Dionysius Periegetes) est un écrivain grec de l’Antiquité, né probablement à Alexandrie. Actif sous le règne de l’empereur Hadrien (117-138 apr. J.-C.), il est l’auteur d’un poème didactique en 1 187 hexamètres dactyliques intitulé Voyage autour du monde (Periêgêsis tês oikoumenês). Il y décrit à grands traits, d’après la carte d’Ératosthène, les trois parties du monde connu à l’époque (Libye, Europe et Asie), le rivage de la Méditerranée et ses îles.
Ce poème, qui se recommande par la clarté et l’élégance de son style, est vite devenu un livre d’enseignement. Il a été accompagné de nombreuses scholies, dont beaucoup sont passées dans le long commentaire de l’érudit byzantin Eustathe de Thessalonique (XIIe siècle), qui est joint aux éditions. Il a été traduit en vers latins par Avienus au IVe siècle, par Priscien au VIe siècle, et ces deux versions nous sont également parvenues. Il existe aussi des paraphrases grecque et latine anonymes.